# دحل أبو الهول
دحل أبو الهول أو حفرة هجرة الحني هو أحد الدحول الواقعة في الصمان في السعودية.